# Cordia cordiformis
Cordia cordiformis är en strävbladig växtart som beskrevs av Ivan Murray Johnston. Cordia cordiformis ingår i släktet Cordia, och familjen strävbladiga växter. Inga underarter finns listade i Catalogue of Life.